# خضر بيك شيخ محمد
خضر بيك شيخ محمد وهي قرية تقع في ناحية ليلان (قرة حسن) في محافظة كركوك شمال العراق.